# Sandboxie
Sandboxie is een programma dat andere software draait in een sandbox, een afgesloten omgeving op een computer. Het kan gebruikt worden om niet-vertrouwde programma's te testen in een veilige omgeving of om onveilige websites te bezoeken. Het programma is beschikbaar voor Windows NT-gebaseerde besturingssystemen en werkt bijgevolg ook op Windows 10. Vanaf versie 4.02 is er standaard ondersteuning voor 64 bit-sandboxen.
Oudere gratis versies van Sandboxie waren nagware en crippleware, maar sinds najaar 2019 is de betaalde versie afgeschaft en de gratis versie zonder beperkingen gemaakt. De gebruikersondersteuning vanwege de fabrikant is daarbij vervallen en opgevolgd door een gebruikersforum. Wel moeten gebruikers eerst een "Software Export Compliance"-formulier op last van de Amerikaanse overheid invullen. In commentaren worden daarover kanttekeningen geplaatst m.b.t. de privacy van de gebruikers.

## Licentie
Sandboxie werd vroeger vrijgegeven onder een propriëtaire EULA. Bepaalde functies, zoals gelijktijdig gebruik van meerdere sandboxen, waren geblokkeerd in de ongeregistreerde (gratis) versie van Sandboxie. Na een periode van 30 dagen merkten gebruikers van de ongeregistreerde versie tijdens het laden van het programma pop-ups op met de aanbeveling om de betaalde versie te kopen. Vanaf de freeware versie 5.31.4 zijn de functie-blokkades en de pop-ups opgeheven. 